# فيكتور هامبتون
فيكتور هامبتون (بالإنجليزية: Victor Hampton) هو لاعب كرة قدم أمريكية أمريكي، ولد في 12 مارس 1992 في تشارلوت في الولايات المتحدة.